# Sean Murray
Sean Harland Murray (født 15. november 1977) er en amerikansk skuespiller. Han er bedst kendt for at spille Timothy "Tim" MgGee i CBS's tv-dramaserie NCIS og Danny Walden i det militære drama JAG. Han er også med i filmen Hocus Pocus.